# La figlia del tempo
La figlia del tempo (The Daughter of Time) è un romanzo giallo di Josephine Tey pubblicato per la prima volta in lingua inglese nel 1951. È il quinto romanzo di cui è protagonista l'ispettore di polizia Alan Grant, un poliziotto moderno che questa volta indaga sui presunti crimini del re Riccardo III d'Inghilterra.

## Trama
L'ispettore di Scotland Yard Alan Grant è costretto a letto in ospedale per essersi fratturato una gamba e si annoia per l'inattività. Marta Hallard, un'attrice teatrale sua amica, gli suggerisce di svagarsi tentando di risolvere qualche mistero insoluto del passato. 

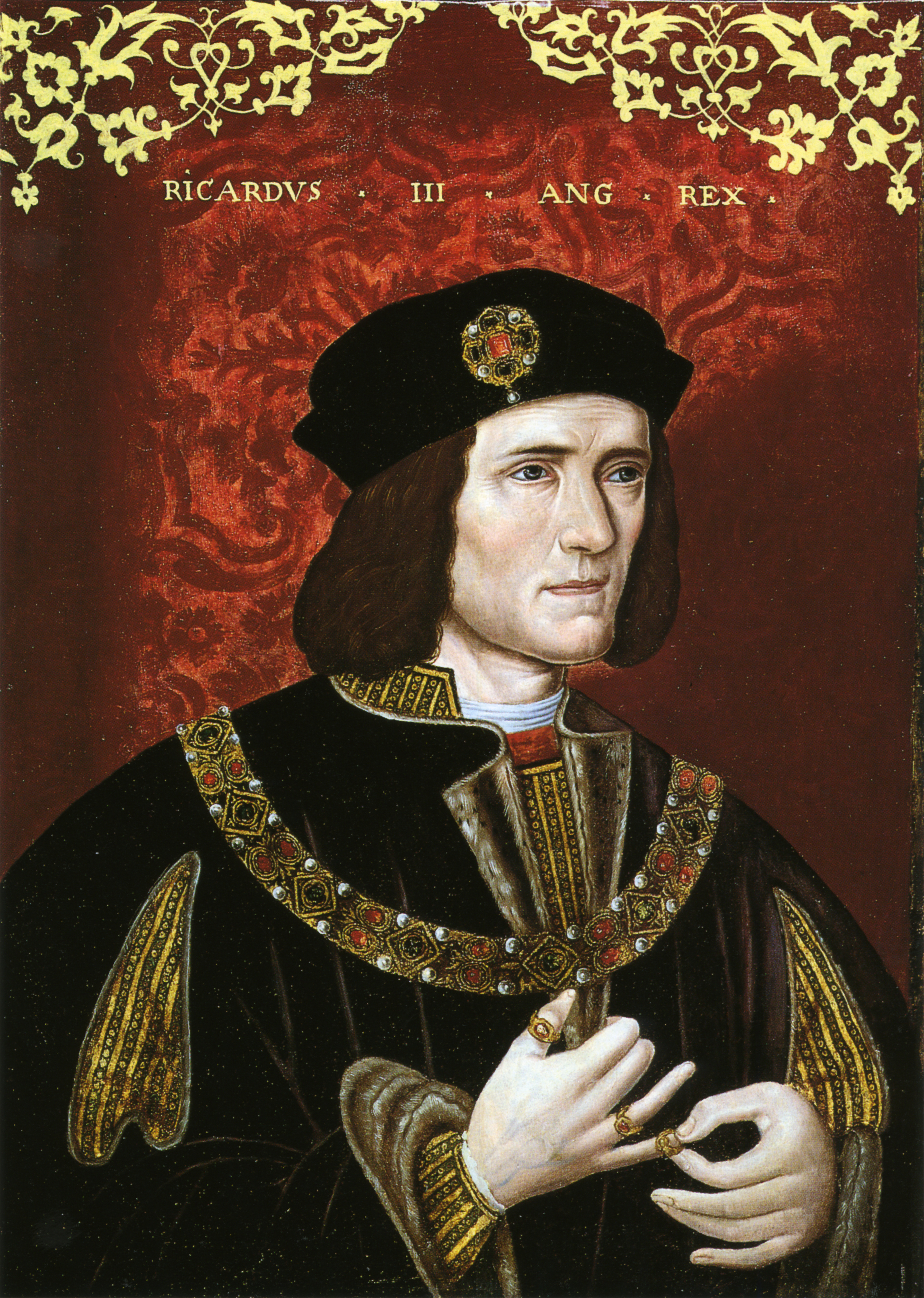
Ritratto di Riccardo III di artista ignoto (The National Portrait Gallery History of the Kings and Queens of England)

Conoscendo l'interesse per i volti umani di Grant, il quale si è spesso vantato di essere in grado di leggere il carattere di una persona dal suo aspetto, Marta ha portato con sé alcuni ritratti di personaggi storici. Alan è affascinato dal ritratto di ignoto di Riccardo III conservato nella National Portrait Gallery di Londra: Riccardo III ha l'aspetto di un uomo dolce, gentile e saggio: come mai è diventato sinonimo di malvagità?
Con l'aiuto di altri amici e conoscenti, Grant inizia a indagare sulla vita di Riccardo III (1452–1485) e sul caso dei Principi nella Torre; trascorre settimane riflettendo su documenti e informazioni storiche, raccolti con l'aiuto delle infermiere, dei colleghi e soprattutto di Brent Carradine, un giovane ricercatore americano che lavora al British Museum. Per la sua indagine, Grant inizia consultando dapprima i libri di storia delle scuole elementari, per passare poi a La storia Costituzionale di Tanner, un testo di storia generale molto erudito e un po' noioso, giudicato comunque dal libraio "la migliore storia d'Inghilterra che esista", per soffermarsi poi sulla Storia di Riccardo III di Moro, e leggere infine un romanzo storico sulla madre di Riccardo III (La Rosa di Raby di Evelyn Payne-Ellis). Dalla coerenza e dalla verosimiglianza dei testi, Grant elabora poi delle ipotesi che sottopone al giudizio dei medici e delle infermiere. Con la logica utilizzata nella sua attività di detective, Grant giunge alla conclusione che le affermazioni correnti su Riccardo III, e cioè che il re fosse un assassino di aspetto fisico e morale mostruoso, è un'invenzione della propaganda Tudor, la dinastia che conquistò il trono d'Inghilterra dopo la sconfitta di Riccardo III alla battaglia di Bosworth Field. La conclusione della Tey, donde il titolo del romanzo, è che "la verità è figlia del tempo", un antico proverbio inglese utilizzato nel romanzo anche a mo' di epigrafe.

## Critica
Attraverso l'indagine di Grant, nel giallo si cerca innanzitutto di stabilire se Riccardo III fosse davvero quel personaggio sciagurato e malvagio che conosciamo soprattutto dal famoso dramma di Shakespeare e dalla sua fonte principale, la citata Storia di Tommaso Moro. Più in generale, nel libro traspare tuttavia la diffidenza e l'antipatia dell'autrice per le narrazioni popolari carenti di fonti e tendenti a suscitare emotività nei confronti di presunte ingiustizie o atrocità del passato: un tema che affiora anche in altre opere di Josephine Tey. Nella Figlia del tempo sono citati anche altri avvenimenti del passato, palesemente distorti o falsi, ma accettati come veri dall'opinione dei più nonostante la palese mancanza di prove. Per esempio, dalla ricostruzione non veritiera dei "disordini di Tonypandy"  nel Galles fra minatori del carbone e polizia nel 1910, Grant chiama "Tonypandy" le vicende false credute ormai vere. Per Claudio Gorlier, «il giallo della Tey ci conferma che nello spettacolo, e nella storia e nella politica che si fanno spettacolo, c'è sempre estrema necessità di cattivi e di buoni, naturalmente nell'ottica che fa più comodo. E Riccardo III si vede rifilare anche nefandezze non sue, in una istruttiva mistura di diavolo e di Machiavelli, diventando l'archetipo del despota spietato».
L'autrice ricorre a pastiche e a invenzioni letterarie: brani tratti dagli anonimi autori dei libri di storia delle scuole elementari, o di autori inventati come Tanner, l'autore della Storia Costituzionale, e Payne-Ellis, l'autore del romanzo La Rosa di Raby (il titolo di quest'ultimo ricorda tuttavia The Rose of Raby, un saggio di Guy Paget del 1937 su Cecily Neville).
I giudizi su La figlia del tempo sono stati sempre positivi. L'opera è stato inserita al primo posto nell'elenco dei migliori cento romanzi gialli di tutti i tempi pubblicato nel 1990 dalla Crime Writers' Association (CWA), l'organizzazione degli scrittori di libri gialli del Regno Unito, e dalla americana Mystery Writers of America (MWA). Anthony Boucher previde che il libro sarebbe diventato «one of the permanent classics in the detective field.... one of the best, not of the year, but of all time (uno dei classici di sempre nel campo della letteratura poliziesca... uno dei migliori, non dell'anno, ma di tutti i tempi)». Un giudizio analogo venne espresso da Dorothy Hughes. Il libro fu giudicato molto positivamente da Winston Churchill, come risulta dalle conversazioni con Churchill raccolte da Sir Alan Lascelles e da un riferimento dello stesso Churchill al giallo della Tey nel suo Storia dei popoli di lingua inglese a proposito della figura di Riccardo III. Più di recente, nel 2012, Peter Hitchens ha scritto che La figlia del tempo è stato «one of the most important books ever written (uno dei libri più importanti mai scritti)».

## Edizioni
- Josephine Tey, The Daughter of Time, London: Peter Davies Ltd, 1951, ISBN 0-432-16501-0
- The Daughter of Time, New York: The Macmillan Company, 1952
- La figlia del tempo; traduzione di Hilia Brinis, Milano: Arnoldo Mondadori Editore, 1976, Coll. Il Giallo Mondadori n. 1425; 1989, Coll. I Classici del Giallo Mondadori n. 589
- La figlia del tempo; con una nota di Paolo Zaccagnini; traduzione di Rosalia Coci, Palermo: Sellerio, 2000, Coll. La memoria n. 480, ISBN 88-389-1617-9
- La figlia del tempo; traduzione di Hilia Brinis; introduzione di P.D. James, Milano: Arnoldo Mondadori Editore, 2012, Coll. Oscar narrativa n. 2033, ISBN 978-88-04-61894-2